# Таємнича річка
«Таємнича річка» (англ. Mystic River) —  драматичний детектив режисера Клінта Іствуда, знятий 2003 року.

## Сюжет
Шона (Кевін Бейкон), Джиммі (Шон Пенн) та Дейва (Тім Роббінс), які колись були друзями, переслідують жахливі спогади. Друзі вибирають у своєму житті зовсім різні дороги. Перший стає поліцейським, другий, навпаки, постає по той бік закону і займається шахрайством, ну а в третього доля просто важка — він переживає у дитинстві важку психологічну травму. У дитинстві Дейва викрав сексуальний маніяк, і те, що йому довелось пережити, назавжди залишилось у його пам`яті. Коли вбивають Кеті, дочку Джиммі, Дейв стає головним підозрюваним, а вести розслідування доручають Шону... 
Джиммі знаходить убивцю своєї доньки й вчиняє самосуд. Але, виявляється, він помилився щодо вбивці.

## В ролях
- Шон Пенн — Джиммі Маркум
- Тім Роббінс — Дейв Бойл
- Кевін Бейкон — Шон Девайн
- Лоренс Фішберн — Вайті Пауерс
- Марсія Ґей Гарден — Селеста Бойл
- Лора Лінні — Аннабет
- Том Ґуірі — Брендан
- Арі Ґрейнор — Ів Пігьон
- Спенсер Тріт Кларк — Рей
- Еммі Россум — Кейті
- Кейден Бойд — Майкл Бойл
- Кевін Чепмен — Вал
- Дженні О'Гара
- Джо Степлтон
- Хосе Рамон Росаріо
- Дуглас Боуен Флінн
- Кен Чізман
- Джон Домен — Водій
- Торі Девіс — Лорен
- Ед О'Кіф
- Вільям Лаймен — агент ФБР
- Ендрю Макін — Джон
- Адам Нельсон — Нік
- Коннор Паоло — Маленький Шон
- Майкл Піві — Пілот
- Т. Брюс Пейдж — Батько Джиммі
- Забет Расселл — Дайен
- Джим Сміт — Репортер
- Джонатан Того — Піт
- Роберт Волберг — Кевін
- Майлз Гертер — Батько Шона
- Кемерон Бауен
- Джейсон Келлі
- Сьюзен Вілліс
- Том Кемп
- Чарлі Бродерік
- Лонні Фармер
- Селеста Оліва
- Бейтс Уайлдер
- Білл Торп
- Метті Блейк
- Скотт Вінтерс — детектив
- Патрік Ши
- Дункан Патні
- Дейв Герісон
- Майкл МакГоверн
- Білл Річардс
- Ерік Бруно Боргман — епізод (немає в титрах)
- Пол Бронко — епізод (немає в титрах)
- Річард ДеАгаціо — епізод (немає в титрах)
- Шон Патрік Доерті — епізод (немає в титрах)
- Джон Ферус — епізод (немає в титрах)
- Джон Джойс — епізод (немає в титрах)
- Адам ЛаФрамбоуз — епізод (немає в титрах)
- Бретт Мерфі — епізод (немає в титрах)
- Стефен О'Ніл Мартін — епізод (немає в титрах)
- Френк Рідлі — епізод (немає в титрах)
- Грег Стечман — епізод (немає в титрах)
- Елай Воллак — епізод (немає в титрах)
- Джилліан Вілер — епізод (немає в титрах)
- Стефен Кайл — епізод (немає в титрах)
- Ленс Норріс — епізод (немає в титрах)
- Дж.Т. Тернер — епізод (немає в титрах)
- Брайан Вайт — епізод (немає в титрах)

## Озвучення
Українською мовою фільм озвучено студією 1+1 у 2008 році:
- Переклад — Дмитра Колючого
- Літературний редактор — Ольга Чернілевська
- Звукорежисер — Віктор Коляда
- Режисер — Сергій Гаврилюк
- Ролі озвучували: Андрій Бурлуцький, Євген Нищук, Лідія Муращенко